# Hartselle
Hartselle è un comune degli Stati Uniti d'America situato nella contea di Morgan dello Stato dell'Alabama.